# Kölcsey Ferenc Főgimnázium
A Kölcsey Ferenc Főgimnázium Szatmárnémeti 1948-ban alapított állami tanintézménye. Különböző nevek alatt évtizedekig a város egyetlen magyar középiskolája volt. Egyike a Partium legszínvonalasabb magyar tannyelvű iskoláinak, Szatmár megye egyik legfontosabb magyar tannyelvű oktatási intézménye. Számos tudós, tanár, színész, képzőművész, lelkész, politikus került ki padjaiból. Olyan jelentős személyiségeket adott a magyar kultúrának, mint Jánk Károly, Szilágyi Domokos, Kovács András Ferenc, Láng Zsolt.

## Története

### Alapítása
Az iskola gyökerei szorosan összefonódnak a város nagy múltú, többségükben egyházi iskoláival, mindenekelőtt a Szatmárnémeti Református Gimnáziummal.
Az intézményt ennek az egyházi iskolának az államosított főépületében hozták létre, 1948-ban. Diákságának és tanári karának nagyobb részét a felszámolt egyházi iskoláktól "örökölte". Az iskola hírnevét és arculatát is ezek a tanáregyéniségek határozták meg évtizedekig, akiknek ugyan megtiltották a vallásos szellemű oktatás nyílt képviseletét, erkölcsi tartásukkal, példamutatásukkal, és nem utolsósorban magas szintű szaktudásukkal azonban példamutató, meghatározó tanáregyéniségei maradtak az újonnan létrehozott intézménynek is.

### A kommunizmus évtizedei
Az 1948. augusztus 3-án életbelépő államosítási törvény értelmében az államhatalom felszámolta a Szatmárnémeti Református Gimnáziumot, igazgatóját leváltották és eltávolították, tanárainak egy részét és diákjait a Főgimnázium vette át. Egyetlen éjszaka alatt folyt le az átadás: Kakassy igazgatótól éjjel Buzás Imre átvette a gimnázium kulcsait, közölte vele menesztését és az intézmény megszűnését, javainak államosítását. Az új iskola neve Állami Magyar Fiúlíceum lett. A felszámolt református intézmény diákságán és tanári karának egy részén kívül a város többi magyar tannyelvű iskolájának diákságát is ide zsúfolták be a hatóságok, de ide került a református intézmény másik három épületének diáksága is (a tanítóképző és leányiskola diákjai). Itt kapott helyet továbbá a katolikus egyházi iskolák diáksága, és itt tanultak tovább a Királyi Katolikus Főgimnázium diákjai is, akiket már korábban átvett a Református Gimnázium, miután épületükben a trianoni békeszerződés következtében román tannyelvű iskolát hoztak létre, amelyik ma Mihai Eminescu Főgimnázium néven a város legnevesebb román középiskolája (ez az eljárás még nem számított valódi államosításnak, mivel a gimnázium korábban is állami iskola volt, katolikus felekezeti képzéssel, így épületét a román állam automatikusan "megörökölte" a Monarchiától).
A Kölcsey Főgimnáziumot, a város egyetlen magyar többségű tanintézményeként, később 1-5. számú Ipari Líceum (időről időre változó számot viselt), Magyar Líceum, Kölcsey Líceum, végül Kölcsey Ferenc Főgimnázium néven működtették.
Az intézmény először 1957-ben vette fel Kölcsey Ferenc nevét. Noha ezt követően többször megváltoztatták még az iskola elnevezését, az intézmény vezetése és tanári kara folyamatosan küzdött régi nevének újrafelvételéért.
A Kölcsey rövid időn belül a város legerősebb iskolájává vált, ahol pezsgő diákélet folyt kivételes tanáregyéniségek irányítása mellett. A főgimnázium a kommunizmus évtizedei alatt egymaga látta el azt a feladatot, amelyet korábban hat különböző intézmény tíz épületben: a város magyar középiskolai oktatásának biztosítását.

### A rendszerváltás után
A rendszerváltást követően az iskola tovább bővült. Épületét felújították, felszereltsége jelentősen javult: korszerű informatikalaborral, természettudományi szertárakkal büszkélkedhet.
1997-ben, a negyvenedik évfordulón, nagyszabású ünnepségsorozat keretében emlékeztek meg az első, 1957-es Kölcsey névfelvételre. A "nagy előd" előtti tisztelgés jegyében a kerek évfordulókon az iskola diákjai és tanárai megünnepelték a Szatmárnémeti Református Gimnázium megalapítását is, ugyanazon konvenció szerint, melyet az újjáalapított Református Gimnázium is követ - noha az iskola alapítása ennél (1557-nél) minden valószínűség szerint régebben történt (az első itt végzett diák, akiről megbízható adat maradt fenn, ugyanis 1548. augusztus 18-án már Wittenbergben tanul tovább).
A rendszerváltozás utáni években dönt az iskola mai arculatáról, céljairól és a demokratikus Romániában való jövőjéről is. Ekkor vetődik fel először annak a lehetősége, hogy az iskola református gimnáziummá alakuljon (Kölcsey Ferenc Református Főgimnázium néven), annak az intézménynek az utódaként, melytől épületét örökölte. Az intézmény vezetői és tanárai azonban úgy döntenek, hogy a Kölcsey Ferenc Főgimnáziumnak a szatmárnémeti világi oktatás hagyományait kell tovább folytatnia (markáns felekezeti jelleg nélkül szolgálva a város összmagyarságát), hiszen elődjének sem csupán az egykori Szatmárnémeti Református Gimnázium tekinthető, hanem a város valamennyi 1948-ban felszámolt magyar intézménye, melyeket 43 évig egyedül a Kölcsey Főgimnázium helyettesített.
A katolikus és református egyházak ezt követően saját felekezeti intézményeket hoznak létre Szatmárnémetiben. Mindkét iskola a Kölcsey Főgimnázium épületében jött létre 1991-ben.
Később, a kétezres évek második felében folyó épületvita kapcsán futólag újra felvetődik a Kölcsey Ferenc Református Gimnázium létrehozásának lehetősége, a két intézmény egyesítése révén - ez azonban végül nem következett be.
1999-ben emelik az intézményt főgimnáziumi rangra. Ezt a titulust csak bizonyos kritériumoknak megfelelő intézmények viselhetik Romániában. Azon középiskolák nyerhetik el a főgimnázium (románul Colegiu Național, szó szerinti fordításban Nemzeti Kollégium) címet, melyek meghatározott nagyságú diáklétszámmal rendelkeznek, és kiemelkedő tanulmányi eredményeket képesek felmutatni.

### Igazgatók
- Nagy János
- Bura László
- Székely József
- Muhi Miklós
- Elek Imre
- Pataki Enikő

## Épületei

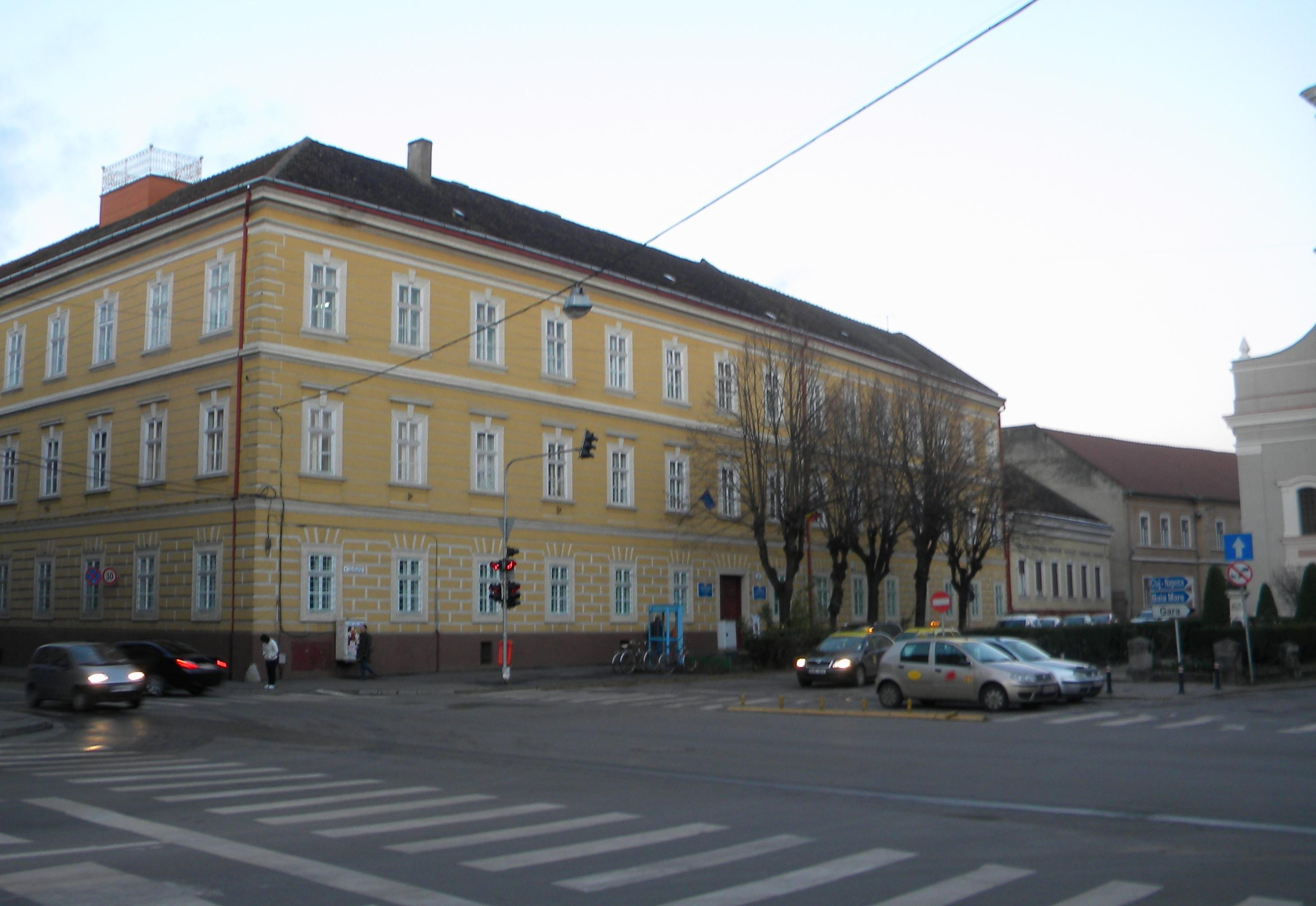
A Kölcsey Ferenc Főgimnázium korábbi főépülete a Kálvin téren (ma a Szatmárnémeti Református Gimnázium épülete)

A Kölcsey Ferenc Főgimnáziumot az egykori Szatmárnémeti Református Gimnázium főépületében hozták létre. Azon a helyen, ahol az iskola megalapításától 2010-ig működött, a magyar nyelvű oktatásnak négy évszázados múltja van. 1608-ban, Milotai Nyilas István püspöksége idején vásárolta meg a református egyház iskolaépítés céljából. 1610 óta folyamatosan oktatási célokat szolgál. Az iskolaépületet 1813 és 1822 között húzták fel. 1892-ben egy új (második) emelettel bővülve nyerte el mai, végleges formáját.
Az épület puritán ornamentikájú, legfontosabb látványossága a tanári szoba (a Szatmári Református Egyházmegye egykori tanácsterme), melynek díszes falfestményein az 1546-os szatmári református zsinat, illetve Kálvin János, Luther Márton, Károli Gáspár, Szenczi Molnár Albert és más reformátorok láthatók. A falfestményeket Bartók Lajos készítette.
2010-től az iskola új épületben működik, a Szatmári Irgalmas Nővérek egykori zárdájának egyik szárnyában (korábban az Aurel Popp Művészeti Líceum, a Szatmárnémeti Református Gimnázium, azelőtt pedig a Ioan Slavici Elméleti Líceum használatában állt). Régi épületét a Romániai Református Egyház igényelte vissza a Szatmárnémeti Református Gimnázium számára.

### Az épületvita
Az épületet a református egyház visszaigényelte az 1991-ben újraalakult Szatmárnémeti Református Gimnázium számára, és 2004-ben de jure vissza is kapta azt.
Heves vitákat váltott ki az épület-visszaigénylés ügye Szatmárnémetiben. Az egyház történelmi és szimbolikus okokból ragaszkodott erőszakkal államosított és jogtalanul elrabolt épületéhez, a Kölcsey Ferenc Főgimnázium viszont nagyobb diáklétszámára, kiemelkedő eredményeire és a múlt rendszerben, illetve a rendszerváltás óta napjainkig betöltött szerepére hivatkozva szeretett volna maradni, akár bérleti díj ellenében is, annak érdekében, hogy zavartalanul folytathassa az oktatómunkát az eddigi helyén.
Az utolsó (részben nyilvános) vitára és nyílt levélváltásra az első egyéves hosszabbítás leteltével került sor Szatmárnémetiben, a Szatmári Friss Újság, az Erdon.ro, kisebb részben a Szatmári Magyar Hírlap, illetve a Szatmár.ro hasábjain és internetes fórumain.
Az egyház egy utolsó hosszabbítást ajánlott fel, de álláspontja szerint az épületet a Kölcsey Ferenc Főgimnáziumnak el kellett hagynia, legkésőbb a 2010–2011-es tanévtől, miután a törvényben előírt öt év türelmi idő, illetve a közös megállapodás szerint engedélyezett második „hosszabbítás” is letelik, az egyház pedig a református iskola számára igényli a főépületet. A főépületért cserébe két másik egyházi ingatlant ajánlottak fel a Kölcsey Ferenc Főgimnázium számára: az egykori leányiskola és tanítóképző épületeit, biztosítva azok teljes felújítását az átadás időpontjáig. A Kölcsey Ferenc Főgimnázium ragaszkodott korábbi álláspontjához.

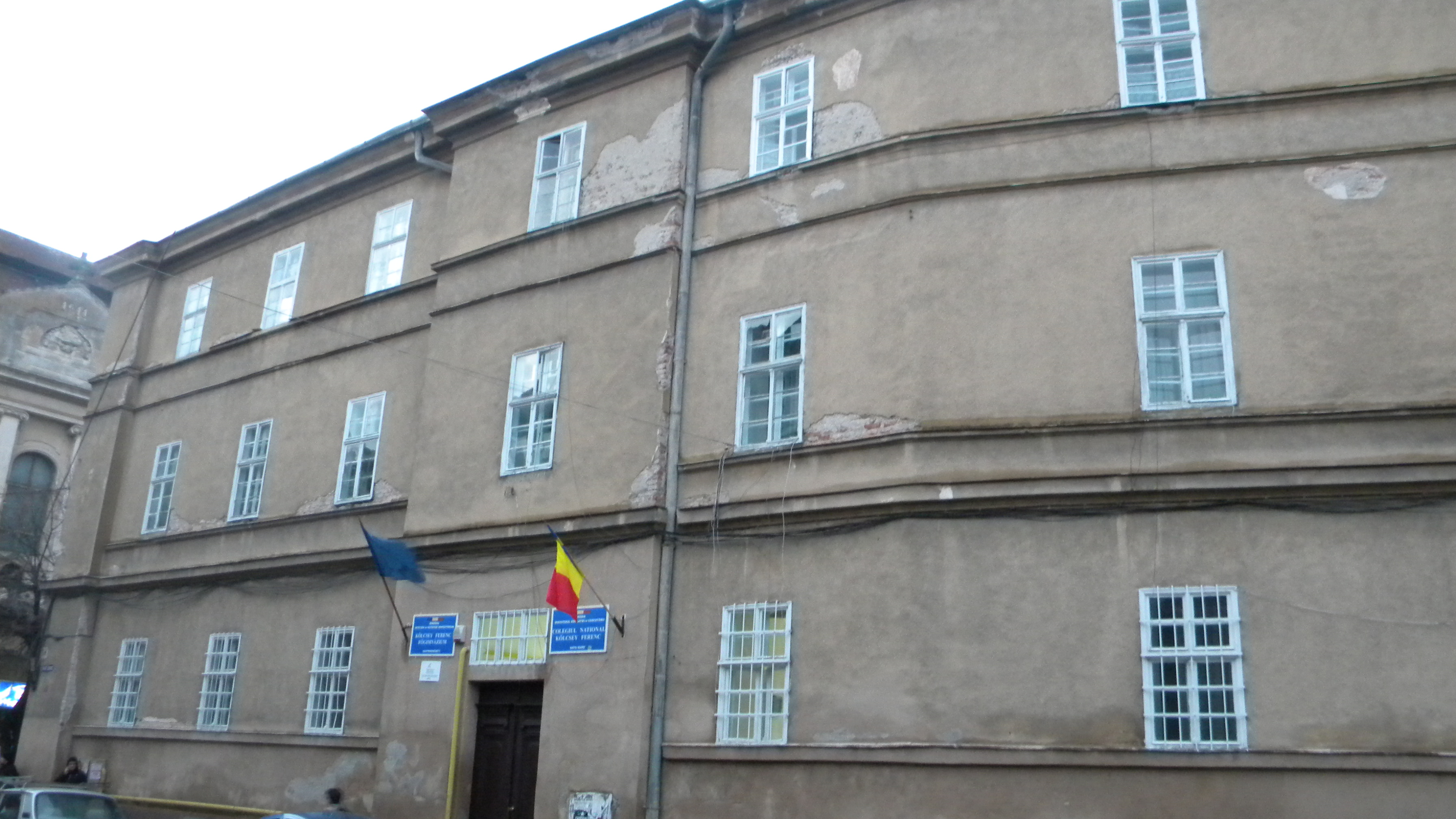
A Kölcsey Ferenc Főgimnázium új épületének homlokzata (egykor a Szatmári Irgalmas Nővérek zárdája volt)

Végül a fenntartók és az egyház közötti újabb megállapodás zárta le a vitát. 2009 márciusában Szatmárnémetiben találkoztak a fenntartó önkormányzat vezetői és a református egyházi vezetők, hogy megoldják a két iskola között fennálló problémákat. A találkozón részt vett Ilyés Gyula polgármester, Kereskényi Gábor alpolgármester és Csehi Árpád megyei tanácselnök, az egyház részéről pedig Ft. Csűry István királyhágómelléki püspök, Tolnay István zsinati atya, a Királyhágómelléki Református Egyházkerület oktatásért felelős tanácsosa, Nt. Sipos Miklós, a Szatmári Református Egyházmegye esperese, valamint Korda Zoltán tiszteletes, a Szatmár-Láncos Egyházközség lelkésze. Az érintett intézmények képviseletében Elek Imre, a Kölcsey Ferenc Főgimnázium akkori igazgatója, illetve Szilágyi Éva, a Református Gimnázium igazgatója és Boga Ferenc aligazgató volt jelen, de meghívták mindkét intézmény teljes tanári karát is a megbeszélésre.
A határozat értelmében az egyház még egy év haladékot adott a Kölcsey Ferenc Főgimnáziumnak, és megerősítette korábbi felajánlását arra vonatkozóan, hogy a főépületért cserébe biztosított két egyházi ingatlant felújítja, és a bérleti díj elengedésével a főgimnázium rendelkezésére bocsátja.
A határozatot, mely 2010 nyarát jelölte meg határidőként az átadás lebonyolítására, az önkormányzat, mint fenntartó, az egyház és a református intézmény vezetősége írta alá. A Kölcsey Főgimnázium vezetősége - a határozat elleni tiltakozása jeléül - nem járult hozzá aláírásával a megállapodáshoz.
Ezt a megállapodást erősítette meg egy újabb találkozó, melyre 2009 áprilisában került sor, szintén Szatmárnémetiben, Markó Béla és Tőkés László között.
2010-ben a fentiek értelmében megtörtént az épületátadás, az időközben elmérgesedett viszonyból fakadóan azonban a Kölcsey Ferenc Főgimnázium vezetése visszautasította a felajánlott és felújított épületek birtokbavételét, és a Szatmári Irgalmas Nővérek - időközben szintén visszaszolgáltatott - épületét választotta. Ily módon a felújított egyházi ingatlanokba az Aurel Popp Művészeti Líceum költözött be, a Református Gimnázium pedig a visszaszolgáltatott épületben kezdte meg a 2010-2011-es tanévet.
A főépület később felhúzott, a George Coșbuc utca felőli új szárnyát a törvények és megkötött megállapodás értelmében megtarthatta a főgimnázium.
A 2011-es tanévet már új épületben kezdi a főgimnázium, mégpedig a volt Unio Szakközépiskola épületében.

## Képzés, szakok
Az iskolának jelenleg 0., I–VIII. és hat párhuzamos középiskolai (IX–XII.) osztálya van (a 2022/2023-as tanév óta):
- A osztály: matematika–informatika, intenzív informatika szak
- B osztály: matematika-informatika, intenzív angol és természettudományok intenzív angol szak
- C osztály: természettudományok szak
- D osztály: társadalomtudományok angol és német bilingv szak
- E osztály: társadalomtudományok szak
- F osztály: pedagógia szak

Jelenleg több, mint ezer diák tanul az intézményben, óvódai képzéstől a posztliceális oktatásig. A tanulók továbbra is kimagasló eredményeket érnek el a különböző megyei, országos és nemzetközi tantárgy- és sportversenyeken, de az érettségi vizsgák átlagát tekintve is a megye legjobbjai között végeznek.
Az iskola színvonalas kosárlabda-, kézi- és röplabda csapatokkal, színjátszó- és tánccsoporttal, szakkörökkel rendelkezik.

## Híres tanárai és diákjai

### Híres tanárok
- Gellért Sándor költő, író, magyartanár
- Ligeti László Zoltán, a Királyhágómelléki Református Egyházkerület Pro Partium-díjával kitüntetett történelem–magyar szakos tanár
- Sorbán Angella szociológus, szociológiai szakíró.
- Gál Elemér magyartanár, kiváló pedagógus, nívódíjas író, közíró, szerkesztő
- Boga Katalin Fizikatanár, Ezüst Gyopár díjjal jutalmazták munkásságáért, többek között: Jedlik Ányos-, Vermes Miklós-emlékplakett birtokosa, mentor díjat is tudhat magáénak, valamint az elismerést, hogy 1992 óta minden évben képviseleti diákjaival A Kölcsey Ferenc Főgimnáziumot nemzetközi fizikaversenyeken.

### Híres diákok
- Csűry István - királyhágómelléki református püspök, a zsinat lelkészi elnöke
- Dancs Artur - újságíró, rádiós, médiaszakember, közíró, blogger. A rendszerváltás utáni romániai magyar rádiózás egyik úttörője, Amerikába való távozásáig a szatmárnémeti City Rádió műsorvezetője, zenei szerkesztője
- Halmosi Sándor - költő, matematikus
- Jánk Károly - költő
- Kereskényi Sándor - irodalomtörténész, RMDSZ-es politikus (volt szenátor), muzeológus
- Kovács András Ferenc - Kossuth-díjas költő, esszéíró, műfordító, a Látó Szépirodalmi Folyóirat főszerkesztője
- Láng Zsolt - Márai Sándor- és József Attila-díjas prózaíró, a Látó Szépirodalmi Folyóirat szerkesztője
- Muhi Sándor - grafikus, művészettörténész, helytörténész
- Murvai László - pedagógiai író, irodalomtörténész
- Schönberger Jenő - szatmári római katolikus püspök
- Szilágyi Domokos - író, költő, műfordító, irodalomtörténész
- Szilágyi Éva - Makkai- és Szent-Györgyi-díjas magyar–francia szakos tanár, zsinati tag, a Szatmárnémeti Református Gimnázium alapító tanára, igazgatója
- Tar Gabriella-Nóra színház- és irodalomtörténész.
- Varga Attila - jogász, egyetemi oktató, RMDSZ-es politikus (parlamenti képviselő), a Királyhágómelléki Református Egyházkerület főgondnoka

### Az épületvitáról
- Maradni akar a Főgimnázium. Erdély Online, 2008. szeptember 10.
- Költözik a Kölcsey Ferenc Főgimnázium? Erdély Online, 2008. szeptember 16.
- Megoszlanak a vélemények. Erdély Online, 2008. szeptember 17.
- Kölcsey: aláírták az épületcseréről szóló ütemtervet.[halott link] Erdély Online, 2009. március 30.
- Kölcsey: költözés két részletben? Erdély Online, 2010. február 22.
- Egy év haladék a Kölcseynek[halott link] Erdély Online, 2010. április 15.